# Ángel Alonso Ríos
Ángel Alonso Ríos (Málaga, 11 de mayo de 1970) es un deportista español que compitió en taekwondo. Ganó una medalla de oro en el Campeonato Mundial de Taekwondo de 1991 y dos medallas de bronce en el Campeonato Europeo de Taekwondo, en los años 1990 y 1992.

## Palmarés internacional
| Campeonato Mundial | Campeonato Mundial | Campeonato Mundial | Campeonato Mundial |
| Año                | Lugar              | Medalla            | Categoría          |
| ------------------ | ------------------ | ------------------ | ------------------ |
| 1991               | Atenas (Grecia)    | Medalla de oro     | –58 kg             |
| Campeonato Europeo |                    |                    |                    |
| Año                | Lugar              | Medalla            | Categoría          |
| 1990               | Århus (Dinamarca)  | Medalla de bronce  | –58 kg             |
| 1992               | Valencia (España)  | Medalla de bronce  | –58 kg             |